# Lê Thư Hương
Lê Thư Hương (sinh ngày 4 tháng 12 năm 1978) là một tiến sĩ, giảng viên, nghệ sĩ sáo flute (sáo Tây) người Việt Nam. Cô là nghệ sĩ Việt Nam đầu tiên ra mắt một album sáo flute cổ điển.

## Tiểu sử
Lê Thư Hương sinh ra trong gia đình có truyền thống âm nhạc. Cha cô là PGS.TS. Họa sỹ Lê Bá Dũng. Ban đầu, cô được học piano. Đến năm 8 tuổi, cô chuyển sang học sáo flute rồi theo con đường âm nhạc hàn lâm. Năm 2001, Lê Thư Hương tốt nghiệp thủ khoa hệ đại học tại Học viện Âm nhạc quốc gia Việt Nam và được nhận học bổng theo học tại Nhạc viện Hoàng gia Đan Mạch.
Bác ruột của cô là nghệ sĩ violin Bùi Công Thành, anh họ là nghệ sĩ violin Bùi Công Duy.

## Sự nghiệp
Sau khi theo học 4 năm tại Nhạc viện Hoàng gia Đan Mạch với những nghệ sĩ sáo flute nổi tiếng thế giới như giáo sư Toke Lund Christiansen và giáo sư Henrik Svitzer, cô tiếp tục làm nghiên cứu sinh và học bậc Tiến sĩ chyên ngành biểu diễn tại Đại học Bắc Texas, Hoa Kỳ, dưới sự hướng dẫn của giáo sư Terri Sundberg, James Scott và Elizabeth McNutt. Qua đó, cô trở thành tiến sĩ sáo flute đầu tiên của Việt Nam. Năm 2006, Lê Thư Hương cùng với những đồng nghiệp của mình là nghệ sĩ oboe Phan Việt Cường, nghệ sĩ clarinet Trần Khánh Quang, nghệ sĩ Kèn cor Kim Xuân Hiếu và nghệ sĩ bassoon Văn Thanh Hà thành lập nhóm Ngũ tấu Kèn gỗ mang tên Fantasia. Cô đã từng theo học giáo sư, nghệ sĩ sáo nổi tiếng thế giới William Bennett qua các khóa lớp chuyên môn (masterclass) ở Luân Đôn và nhận được học bổng từ Cục hợp tác phát triển quốc tế Thụy Điển để theo học chương trình biểu diễn nâng cao tại Học viện Âm nhạc Malmo, Thụy Điển.
Năm 2019, Lê Thư Hương giành được giải nhất trong cuộc thi American Protégé Music Competitions, hạng mục International Woodwinds and Brass (Kèn gỗ và kèn đồng quốc tế). Cô được mời biểu diễn trong chương trình hòa nhạc của các thí sinh đoạt giải vào ngày 15 tháng 12 năm 2019 tại khán phòng Carnegie Hall ở thành phố New York.
Cô thường xuyên xuất hiện với vai trò nghệ sĩ độc tấu, hòa tấu và trong dàn nhạc giao hưởng tại các buổi hòa nhạc ở Việt Nam cũng như tại các liên hoan âm nhạc quốc tế uy tín ở Nhật Bản, Pháp, Đức, Mỹ, Anh, Đan Mạch và Thuỵ Điển. Cô cũng là bè trưởng bè flute của Dàn nhạc giao hưởng Hà Nội.
Lê Thư Hương hiện là giảng viên flute của Học viện Âm nhạc Quốc gia Việt Nam. Đầu tháng 12 năm 2022, Lê Thư Hương là một trong những nghệ sĩ tham gia biểu diễn độc tấu tại Đêm hòa nhạc Giáng sinh tại Học viện Âm nhạc Quốc gia Việt Nam cùng nhạc trưởng Đồng Quang Vinh và Trần Nhật Minh.

## Nhận định
Lê Thư Hương được nhận định là một nghệ sĩ sáo flute hàng đầu của Việt Nam. Trong một phỏng vấn với báo Nhân Dân, cô cho biết trước mỗi chương trình độc tấu với dàn nhạc, cô luyện tập từ 6 đến 8 tiếng một ngày trong nhiều tháng trước đó.
Nghệ sĩ sáo flute người Mỹ James Scott nhận định Lê Thư Hương rằng "nghệ thuật trình diễn của Lê Thư Hương mang đến sự ấm áp và chân thật qua phong cách biểu diễn đầy cảm xúc đến tuyệt vời, khả năng điều khiển cây sáo điêu luyện chứa đựng những thanh âm đẹp và một kỹ thuật dày dặn".